# سيد الوكيل (كاتب)
سيد الوكيل كاتب وروائي وقاص وناقد أدبي مصري وُلد بحي شبرا بمحافظة القاهرة عام 1953، وتخرج في كلية الآداب بجامعة عين شمس، وهو رئيس تحرير سلسلة «إبداع قصصى» التي تصدر عن الهيئة المصرية العامة للكتاب.

## مسيرته الأدبية
بدأ أسلوب سيد الوكيل الكتابة في ثمانينيات القرن العشرين، فكانت أولى أعماله الأدبية هي مجموعة قصصية صدرت عام 1990 بعنوان «أيام هند»، ورأس بعد ذلك تحرير عدد من السلاسل التي تصدرها وزارة الثقافة المصرية بدءاً من سلسلة «سلسلة هوية المكان» التي تصدرها الهيئة العامة لقصور الثقافة، وكان آخرها سلسلة «إبداع قصصى» التي تصدر عن الهيئة المصرية العامة للكتاب، كما أطلق في عام 2018 مدونة له على شبكة الإنترنت أطلق عليها اسم «صدى.. ذاكرة القصة المصرية»، وهي بمثابة ببلوجرافيا للقصة المصرية القصيرة. أختير سيد الوكيل أميناً عاماً لمؤتمر أدباء مصر في دورته لعام 2008، وشارك كعضو لجنة تحكيم بالعديد من المسابقات والفعاليات والجوائز الأدبية كان آخرها لجنة تحكيم جائزة القصة القصيرة ضمن جوائز معرض القاهرة الدولي للكتاب في دورته الـ52 عام 2021، ولجنة فحص جائزة الدولة التشجيعية في الآداب لفرع المجموعات القصصية لعام 2021.
كما أطلق نادي القصة بأسيوط اسم الأديب سيد الوكيل على جائزة مسابقة نادي القصة بأسيوط في دورتها الحادية عشرة لعام 2021.

## المؤتمرات
شارك سيد الوكيل في العديد من المؤتمرات والندوات والفعاليات الأدبية في مصر والعالم العربي، ومنها:
- المؤتمر الثاني لأدباء القاهرة عام 2000.
- مؤتمر بني سويف الأدبي الثاني عام 2000.
- المؤتمر الثاني لأدباء القاهرة الكبرى وشمال الصعيد عام 2002.
- المؤتمر الثالث لإقليم القاهرة الكبرى وشمال الصعيد عام 2003.
- المؤتمر الرابع لإقليم القاهرة الكبرى وشمال الصعيد بالقليوبية عام 2004.
- المؤتمر الخامس لإقليم القاهرة الكبرى وشمال الصعيد بالفيوم عام 2005.
- مؤتمر أدباء مصر عام 2006.
- مؤتمر الرواية العربية بالقاهرة عام 2007 .
- مؤتمر أدباء مصر عام 2007.
- ندوة دولية ضمن فاعليات معرض الدوحة الدولي للكتاب بقطر عام 1998.
- مهرجان العجيلى بمدينة الرقة السورية عام 2008.

## مؤلفاته
ألف سيد الوكيل العديد من المؤلفات التي تنوعت ما بين الروايات، والمجموعات القصصية، والدراسات النقدية والأدبية، وفيما يلي عددا من أهم مؤلفاته ودراساته الأدبية:

### المؤلفات
- أيام هند (مجموعة قصصية): صدرت عام 1990 عن كتاب نصوص 90 بالقاهرة.[9]
- للروح غناها (مجموعة قصصية): صدرت عام 1997 عن الهيئة المصرية العامة للكتاب بالقاهرة.
- فوق الحياة قليلاً (رواية): صدرت عام 1997 عن الهيئة المصرية العامة لقصور الثقافة بالقاهرة.
- مدارات في الأدب والنقد (دراسة نقدية): صدر عام 2002 عن الهيئة المصرية العامة لقصور الثقافة بالقاهرة.
- مثل واحد آخر (مجموعة قصصية): صدرت عام 2004 عن دار الاتحاد للطباعة والنشر والتوزيع.
- أفضية الذات، قراءة في اتجاهات السرد القصصي (دراسة نقدية): صدر عام 2006 عن الهيئة المصرية العامة لقصور الثقافة بالقاهرة.[10]
- شارع بسادة (رواية): صدرت عام 2008 عن عن دار الدار للنشر والتوزيع بالقاهرة، واستغرق الكاتب في كتابتها نحو 10 سنوات حيث بدأ في كتابتها منذ عام 1999.[11][12]
- الحالة دايت (متتالية قصصية): صدرت عام 2011 عن الهيئة العامة لقصور الثقافة بالقاهرة.[13]
- لمح البصر (مجموعة قصصية): صدرت عام 2014 عن دار روافد للنشر والتوزيع بالقاهرة، وتضم المجموعة تسعة وثلاثين نصا قصصياً قصيراً، وحملت النصوص عناوينا مثل «لمح البصر» و«اللعبة»، و«شغف الطريق»، و«قلق الأربعين»، و«ساعة العمر»، و«حق العودة»، و«الدليل.» و«خالص العزاء».[14]
- مقامات في حضرة المحترم (دراسة نقدية): صدرت عام 2019 عن مؤسسة بتانة للثقافة والنشر والتوزيع بالقاهرة.[15] وصدر الكتاب في طبعة أخرى عام 2023 عن Kinzy Publishing Agency ,وصمم غلافه الكاتب مصطفى يونس.
- الأستاذ من جديد (دراسة نقدية): اعدها بالاشتراك مع الكاتبة والقاصة ميرفت ياسين، وصدر عام 2021 عن دار ميتا بوك للنشر والتوزيع بالقاهرة خلال معرض القاهرة الدولي للكتاب. يدور الكتاب حول إسهامات أديب نوبل الراحل نجيب محفوظ في عالم القصة القصيرة، وأثره على من كتبوا هذا اللون الأدبي من بعده، وكتب مقدمة الكتاب الناقد الدكتور محمود الضبع، وصممت الغلاف الفنانة سعاد العتابي.[16][17] وصدر الكتاب في طبعة أخرى عام 2023 عن Kinzy Publishing Agency ,وصمم غلافه الكاتب مصطفى يونس.

### الدراسات
- الأدب العربي واختبار العالمية: ورقة بحثية قُدّمت عام 1998 خلال ندوة دولية عٌقدت ضمن فعاليات معرض الدوحة الدولي للكتاب بقطر.
- صورة القاهرة في قصص أمين ريان: بحث قُدّم عام 2000 خلال المؤتمر الثاني لأدباء القاهرة.
- •مؤثرات شعبية في قصيدة العامية: بحث قُدّم عام 2000 خلال مؤتمر بني سويف الأدبي الثاني.
- دراسة البنية في قصص سعد مكاوي: بحث قُدّم عام 2002 خلال المؤتمر الثاني لأدباء القاهرة الكبرى وشمال الصعيد.
- •ثلاث نظرات في النقد: بحث قُدّم عام 2003 خلال المؤتمر الثالث لإقليم القاهرة الكبرى وشمال الصعيد.
- •تشكيل الفضاء: بحث قُدّم خلال المؤتمر الرابع لإقليم القاهرة الكبرى وشمال الصعيد، والذي عُقد عام 2004 بمحافظة القليوبية.
- قصة الأنا والآخر: بحث قُدّم خلال المؤتمر الخامس لإقليم القاهرة الكبرى وشمال الصعيد، والذي عُقد بمدينة الفيوم عام 2005.
- •بلاغة البيئة ـ قراءة ثقافية في أربع روايات من الجنوب: بحث قُدّم خلال مؤتمر أدباء مصر، والذي عُقد في 12 ديسمبر عام 2006.
- •روايات السفر: بحث قُدّم خلال مؤتمر الرواية العربية والذي عُقد بالقاهرة عام 2007.
- •صورة الوطن وتجلياته في شعر العامية المصرية: بحث قُدّم عام 2007 خلال مؤتمر أدباء مصر.
- موزع بين غواياتى: شهادة أدبية قُدّمت عام 2008 خلال فعاليات مهرجان العجيلى، والذي أُقيم بمدينة الرقة بسوريا.
- أساليب السرد في الرواية السياسية وتحولاتها: دراسة نشرت عام 2020 عن مركز ليفانت للدراسات الثقافية.[18]

## روابط خارجية
- مدونة صدى - ذاكرة القصة المصرية